# Train Vienne-Vézère-Vapeur
Le Train à Vapeur en Limousin est un train à vapeur touristique géré par l'association Conservatoire Ferroviaire Territoires Limousin Périgord (CFTLP).

## Lignes empruntées
Les trains circulent sur la ligne Limoges - Ussel, sur les départements de Haute-Vienne et Corrèze, en période estivale, généralement du 14 juillet jusqu'à mi-Septembre.
Des voyages sont également organisés à Arnac-Pompadour sur la ligne Nexon - Brive, à l'occasion de la fête du cheval, ainsi que sur les lignes de Limoges - Périgueux et de Limoges - Angoulême.
Dans le cadre de la fête « Soulac 1900 » organisée chaque année à Soulac-sur-Mer au début du mois de juin, le CFTLP assura des circulations aller-retour entre Bordeaux et Soulac de 2004 à 2010. Le CFTLP participe également au « Festirail » de Montluçon en juin avec un train depuis Guéret.
Les circulations permettent de découvrir les différents paysages du centre du Limousin mais aussi de régions limitrophes.

### Ligne de Limoges à Ussel
La Ligne du Palais à Eygurande - Merlines, dite « de Limoges à Ussel », a été ouverte à la circulation le 4 janvier 1881 entre Limoges et Eymoutiers, exploitée jusqu'en 1885 par l'Administration des chemins de fer de l'État, qui la rétrocéda à la Compagnie du Chemin de fer de Paris à Orléans (PO). La construction de la ligne débuta en 1876 et s'acheva totalement entre Eymoutiers et Ussel en 1883. C'est à cette date que la seconde partie de la ligne fut ouverte à la circulation des trains, dans la région du plateau de Millevaches, au relief particulièrement rude. Le point culminant de la ligne est atteint au col de la Saulière, entre Bugeat et Meymac. C'est également le point culminant du rail en Limousin. La ligne Limoges-Ussel fait 113 kilomètres de longueur. La ligne compte deux gares de bifurcation : Le Palais-sur-Vienne, d'où elle se sépare de la ligne Paris-Toulouse, et la gare de Meymac, où elle se sépare de la ligne Ussel-Brive.

## Le Conservatoire Ferroviaire Territoires Limousin Périgord
Le Conservatoire Ferroviaire Territoires Limousin Périgord (CFTLP), anciennement Chemin de Fer Touristique Limousin-Périgord, propriétaire du matériel roulant, a été créé en 1981. Cette association a été aidée dans sa tâche jusqu'en 2007 par l'association Vienne Vézère Vapeur. Depuis sa création, et jusqu'en 1991, l'association était basée, avec son matériel, au dépôt SNCF du Buisson-de-Cadouin, avant de rejoindre Limoges sur le site SNCF de "Puy-Imbert". Le Chemin de Fer Touristique Périgord-Quercy devient alors le Chemin de Fer Touristique Limousin-Périgord.

### Les collections
L'association possède trois locomotives à vapeur : la 141 TD 740 rachetée à l'état d'épave à la SNCF en 1982 puis remise en état de marche et remise en service la même année, ainsi que la 140 C 38 acquise également auprès de la  SNCF en 1996, et remise en service depuis le 9 novembre 2013. Le matériel remorqué a été racheté à SNCF à la suite de sa radiation.
La saison 2011 du train touristique La Vapeur du Trieux fut assurée par la 141 TD 740.
Les listes suivantes ne sont pas exhaustives et devront être complétées ou actualisées au fil du temps (dernière actualisation en janvier 2024) :

### Matériels moteur
L'association possède divers matériels moteur, dont trois locomotives à vapeur, deux locomotives diesel et un locotracteur :
| Matricule                             | Constructeur et date                              | État actuel                                       | Origine et informations techniques | Photo |
| ------------------------------------- | ------------------------------------------------- | ------------------------------------------------- | --- | ----- |
| 141 TD 740                            | Société Française de Construction Mécanique, 1932 | Opérationnelle                                    | - 15 m, 109 t (en ordre de marche), vitesse maximum : 90 km/h. - Timbre chaudière : 14 kg/cm². - Capacité de la soute à charbon : 5 t. - Capacité de la soute à eau : 13 000 L (13 m3). Classé MH (1987) |       |
| 140 C 38 (et son tender 18.B.22)      | Vulcan Foundry (Angleterre), 1919                 | Opérationnelle                                    | - Cette locomotive a participé au célèbre film On a retrouvé la septième compagnie (1976) ainsi qu'à la série Un village français. - 19 m, 125 t (en ordre de marche), vitesse maximum : 80 km/h. - Timbre chaudière : 14 kg/cm². - Capacité de la soute à charbon (Tender) : 9 t. - Capacité de la soute à eau (Tender) : 18 000 L (18 m3). Inscrit MH (2025) |       |
| 231 K 82 (et son tender 38-A-58)      | SACM, 1921                                        | Hors service (en cours de restauration complète). | - Cette locomotive effectua la dernière traction régulière à la SNCF de train voyageurs le 26 mai 1971. - Locomotive es la propriété de la SNCF. Depuis le mois de juin 2011, elle est garée hors-service dans les bâtiments du site de Puy-Imbert. Il existe au 8 décembre 2019 un projet du CFTLP pour la remise en service de cette locomotive avec l'aide de la Fondation du patrimoine (voir « Liens externes »). - 29,93 m, 87,34 t (96,5 t en ordre de marche), vitesse maximum : 130 km/h (2300 ch). - Timbre chaudière : 16 kg/cm². - Capacité de la soute à charbon (Tender) : 9,2 t. - Capacité de la soute à eau (Tender) : 38 500 L (38,5 m3). Inscrit MH (2023) |       |
| BB 63895                              | Brissonneau et Lotz, 1964                         | Opérationnelle                                    | - 14,68 m, 68 t, vitesse maximum : 90 km/h. - Capacité du réservoir à gazole : 0 000 L (00 m3). - Locomotive diesel restaurée en version 040 DE 895. - Propriété de la SNCF, mis à disposition sous convention. |       |
| BB 69421                              | Alsthom, CAFL, CEM, Fives-Lille-Cail, 1968        | Opérationnelle                                    | - 14,972 m, 70 t, vitesse maximum : 120 km/h. - Capacité du réservoir à gazole : 2 700 L (27 m3). - Propriété de la SNCF, mis à disposition sous convention. |       |
| BB 69499                              | Alsthom, CAFL, CEM, Fives-Lille-Cail, 1968        | Opérationnelle                                    | - 14,972 m, 70 t, vitesse maximum : 120 km/h. - Capacité du réservoir à gazole : 2 700 L (27 m3). - Propriété de la SNCF, mis à disposition sous convention. |       |
| Locotracteur Gaston Moyse 32TDE no 57 | Gaston Moyse, 1934                                | Opérationnel                                      | - Locotracteur de type 32 TDE. - 00 m, 32 t, vitesse maximum : 25 km/h. - Capacité du réservoir à gazole : 0 000 L (00 m3). - Aquis via "France Télécom" en 1997. |       |

### Voitures à voyageurs et fourgons
L'association possède également un certain nombre de voitures et fourgons historiques issus du parc SNCF, afin de constituer une rame homogène avec les locomotives à vapeur ou avec les BB.
| Matricule                                          | Constructeur et date                                | État actuel    | Origine et informations techniques | Photo |
| -------------------------------------------------- | --------------------------------------------------- | -------------- | --- | ----- |
| Fourgon à deux essieux type M no 922.512           | Constructeur et date inconnus.                      |                | - 8,18 m, 13 t, vitesse maximum : 000 km/h. - Apte à circuler sur le réseau ferré national. |       |
| Voiture métallique Est A3B4Dzmyi no 1970           | De Dietrich, 1932                                   |                | - 23,55 m, 49 t, vitesse maximum : 140 km/h (limité à 100 km/h). - Capacité : 18 places assises (en 1er classe) et 32 places assises (en 2ème classe). - Immatriculation UIC : 50 87-37 211-7 A3B4D. |       |
| Voiture métallique Est A8myfi no 1369 (1re classe) | De Dietrich, 1932                                   |                | - 23,55 m, 48 t, vitesse maximum : 140 km/h (limité à 100 km/h). - Capacité : 48 places assises (en 1er classe). - Immatriculation UIC : 50 87 18-37 106-7 A8.                                       |       |
| Voiture PLM OCEM RA C9myli no 54645                | Constructeur et date inconnus.                      |                | |       |
| Voiture USI B10t myfi 8.3039                       | Constructeur et date inconnus.                      |                | |       |
| Voiture USI B10t myfi 8.3047                       | Constructeur et date inconnus.                      |                | |       |
| Voiture USI B10t A2t2B2t3s myfi 8.3319             | Ateliers de construction du Nord de la France, 1967 |                | - 25,09 m, 37 t, vitesse maximum : 160 km/h. - Capacité : 63 places assises (25 en 1er claqse et 38 en 2ème classe).                                                                                 |       |
| Voiture Express Nord C11smyi no 24896              | Société Franco-Belge (à Raismes), 1935              | Opérationnelle | - 20,85 m, 43,5 t, vitesse maximum : 140 km/h (limité à 100 km/h). - Capacité : 88 places assises (en 3ème classe). - Apte à circuler sur le réseau ferré national.                                  |       |
| Voiture Express Nord C11smyi no 24902              | Société Franco-Belge (à Raismes), 1936              | Opérationnelle | - 20,85 m, 43,5 t, vitesse maximum : 140 km/h (limité à 100 km/h). - Capacité : 88 places assises (en 3ème classe). - Apte à circuler sur le réseau ferré national.                                  |       |

#### Matériel non utilisé pour le public
| Matricule                                                    | Constructeur et date                                    | État actuel                     | Origine et informations techniques | Photo |
| ------------------------------------------------------------ | ------------------------------------------------------- | ------------------------------- | --- | ----- |
| fourgon à bagages OCEM 29 Dqm no 39820                       | Constructeur et date inconnus.                          |                                 | - 13,65 m, 17,5 t, vitesse maximum : 140 km/h. - Apte à circuler sur le réseau ferré national.                                                                  |       |
| Allège postale type OCEM PEz 50 87 00-37 740-3 (PEmyi 44740) | Constructeur inconnu, 1926.                             | Hors service                    | - 18,3 m, 00,0 t, vitesse maximum : 000 km/h. - Rachetée à la Poste en 1996 et utilisé comme voiture atelier.                                                   |       |
| PLM Métallisée A4Ddmyi no 5464                               | Compagnie française de matériel de chemins de fer, 1907 |                                 | - 20,2 m, 44 t, vitesse maximum : 140 km/h (limité à 100 km/h). - Capacité : 24 places assises (en 1er classe). - Apte à circuler sur le réseau ferré national. |       |
| Voiture de cantonnement PO Métallisée A3½B5myfi no 4962      | Constructeur et date inconnus.                          |                                 | |       |
| Voiture de cantonnement PO Métallisée A3½B5c5myfi no 4942    | Constructeur et date inconnus.                          |                                 | |       |
| Voiture État B10myfi 50 87 20-60 204-6                       | Ateliers de construction du Nord de la France, 1923     | Hors service (épave, à vendre). | - 22,4 m, 41 t, vitesse maximum : 140 km/h. |       |

### Wagon de marchandises
| Matricule                                 | Constructeur et date       | État actuel | Origine et informations techniques | Photo |
| ----------------------------------------- | -------------------------- | ----------- | --- | ----- |
| Wagon-tombereau type Tms 30 ITv no 765201 | Constructeur inconnu, 1964 |             | - 00 m, 12 t, vitesse maximum : 000 km/h. - Utilisé pour le transport du charbon (jusqu'à 24 t). - Apte à circuler sur le réseau ferré national. |       |
| SNCF Wagon plat K50 JQhorv no 153535      | Constructeur inconnu, 1960 |             | - 13,86 m, 13 t, vitesse maximum : 000 km/h. - Apte à circuler sur le réseau ferré national.                                                     |       |